# Чернігівський ліцей № 15
Чернігівський ліцей № 15 — ліцей фізико-математичного профілю з українською мовою викладання, що знаходиться в місті Чернігові.

## Загальна інформація
Чернігівський ліцей № 15 — загальноосвітній навчальний заклад освіти з профільним навчанням і допрофесійною підготовкою за профілями:
- фізико-математичний,
- інформатики,
- хіміко-біологічний,
- економічний.

Здійснює науково-практичну підготовку здібної і обдарованої учнівської молоді.
За час роботи з 1996 по 2010 рр. ліцей закінчило понад 7 тисяч випускників, 140 з них нагороджені золотими та срібними медалями.
Набір учнів у ліцей здійснюється на конкурсній основі шляхом пошуку талановитих, обдарованих дітей.
Ліцей є експериментальним майданчиком обласного інституту післядипломної освіти та членом Асоціації гімназій і ліцеїв України.
По результатам ЗНО з української мови в 2015 році зайняв 5 (серед 32) місце в місті і 588 (серед 7264) місце в загальному рейтингу навчальних закладів України.